# Серратон-де-Хуаррос
Серратон-де-Хуаррос (ісп. Cerratón de Juarros) — муніципалітет в Іспанії, у складі автономної спільноти Кастилія-і-Леон, у провінції Бургос. Населення — 57 осіб (2010).
Муніципалітет розташований на відстані близько 220 км на північ від Мадрида, 27 км на схід від Бургоса.
На території муніципалітету розташовані такі населені пункти: (дані про населення за 2010 рік)
- Серратон-де-Хуаррос: 45 осіб
- Сан-Отеро: 0 осіб
- Турр'єнтес: 12 осіб

## Демографія
Динаміка населення (INE ):